# Championnat du Qatar de football 2016-2017
Navigation
Saison précédente Saison suivante
La saison 2016-2017 du Championnat du Qatar de football est la cinquante-troisième édition du championnat national de première division au Qatar. Les quatorze meilleures équipes du pays sont regroupées au sein d'une poule unique où elles s'affrontent deux fois au cours de la saison, à domicile et à l'extérieur. En fin de saison, les deux derniers du classement sont relégués en deuxième division.

## Qualifications continentales
Les trois premiers du championnat ainsi que le gagnant de la Coupe du Qatar se qualifient pour la Ligue des champions. Si un club réalise le doublé, c'est le 4e du classement qui obtient sa qualification. 
De plus, deux autres équipes participent à la Coupe du golfe des clubs champions.

## Les clubs participants
| - Al Kharitiyath SC - Al-Arabi SC - El Jaish SC - Al-Khor - Al-Gharafa SC - Al-Sailiya SC - Al Ahli SC | - Al-Wakrah - Al Sadd SC - Umm Salal SC - Muaither SC - Promu de D2 - Lekhwiya SC - Al-Rayyan SC - Al-Shahania SC - Promu de D2 |

## Compétition

### Classement
Le classement est établi sur le barème de points classique (victoire à 3 points, match nul à 1, défaite à 0).
| Rang | Équipe            | Pts | J  | G  | N  | P  | Bp | Bc | Diff |
| ---- | ----------------- | --- | -- | -- | -- | -- | -- | -- | ---- |
| 1    | Lekhwiya SC       | 63  | 26 | 19 | 6  | 1  | 79 | 33 | +46  |
| 2    | Al Sadd SC C      | 61  | 26 | 18 | 7  | 1  | 77 | 23 | +54  |
| 3    | Al Rayyan SCT     | 51  | 26 | 15 | 6  | 5  | 53 | 27 | +26  |
| 4    | El Jaish SC       | 45  | 26 | 13 | 6  | 7  | 45 | 40 | +5   |
| 5    | Al-Gharafa SC     | 40  | 26 | 12 | 4  | 10 | 42 | 43 | -1   |
| 6    | Umm Salal SC      | 37  | 26 | 9  | 10 | 7  | 32 | 35 | -3   |
| 7    | Al Kharitiyath SC | 34  | 26 | 10 | 4  | 12 | 27 | 32 | -5   |
| 8    | Al-Sailiya SC     | 31  | 26 | 8  | 7  | 11 | 32 | 45 | -13  |
| 9    | Al-Arabi SC       | 28  | 26 | 8  | 4  | 14 | 39 | 56 | -17  |
| 10   | Al Ahli SC        | 27  | 26 | 7  | 6  | 13 | 33 | 45 | -12  |
| 11   | Al-Khor SC        | 25  | 26 | 6  | 7  | 13 | 25 | 38 | -13  |
| 12   | Al-Shahania SCP   | 22  | 26 | 3  | 13 | 10 | 30 | 53 | -23  |
| 13   | Muaither SCP      | 20  | 26 | 5  | 5  | 16 | 23 | 46 | -23  |
| 14   | Al-Wakrah SC      | 15  | 26 | 2  | 9  | 15 | 29 | 50 | -21  |

|  | Qualification pour la Ligue des champions de l'AFC 2018                         |
|  | Qualification pour le tour préliminaire de la Ligue des champions de l'AFC 2018 |
|  | Qualification pour la Coupe du golfe des clubs champions 2018                   |
|  | Barrages de relégation                                                          |
|  | Relégation directe en deuxième division                                         |
|  | T : Tenant du titre C : Vainqueur de la Coupe du Qatar P : Promu de D2          |

## Statistiques

### Meilleurs buteurs
|   | Buteurs           | Clubs         | Buts Note 1 | Pen. Note 1 |
| - | ----------------- | ------------- | ----------- | ----------- |
| 1 | Youssef El-Arabi  | Lekhwiya SC   | 24          | 7           |
| 2 | Baghdad Bounedjah | Al Sadd SC    | 23          | 6           |
| 3 | Rodrigo Tabata    | Al Rayyan SC  | 20          | 6           |
| 4 | Yannick Sagbo     | Umm Salal SC  | 15          | 5           |
| 5 | Sardor Rashidov   | El Jaish SC   | 14          | 0           |
| 5 | Nam Tae-hee       | Lekhwiya SC   | 14          | 1           |
| 5 | Romarinho         | El Jaish SC   | 14          | 4           |
| 6 | Sergio García     | Al Rayyan SC  | 11          | 0           |
| 6 | Mohsine Moutouali | Al-Wakrah     | 11          | 8           |
| 7 | Xavi              | Al Sadd SC    | 10          | 0           |
| 7 | Luis Jiménez      | Al-Arabi      | 10          | 0           |
| 7 | Meshal Abdullah   | Al Ahli SC    | 10          | 6           |
| 7 | Vladimír Weiss    | Al-Gharafa SC | 10          | 6           |

| Source : Classement des meilleurs buteurs sur Soccerway 1 : Nombre de buts inscrits (+) avec nombre de pénaltys (-) |

### Meilleurs passeurs
|   | Passeur                 | Club           | Pas. |
| - | ----------------------- | -------------- | ---- |
| 1 | Xavi                    | Al Sadd SC     | 16   |
| 2 | Ismaeel Mohammad        | Lekhwiya SC    | 14   |
| 3 | Rodrigo Tabata          | Al Rayyan SC   | 10   |
| 3 | Nam Tae-hee             | Lekhwiya SC    | 10   |
| 4 | Almoez Ali              | Lekhwiya SC    | 9    |
| 5 | Jean-Paul Késsé Mangoua | Al-Shahania SC | 7    |
| 5 | Jugurtha Hamroun        | Al Sadd SC     | 7    |
| 5 | Murad Naji              | El Jaish SC    | 7    |
| 5 | Valentin Lazăr          | Al-Sailiya SC  | 7    |
| 5 | Sergio García           | Al Rayyan SC   | 7    |

Source : (en) List of Highest Players assists sur Mundial11

## Bilan de la saison
| Championnat du Qatar de football 2016-2017                        |                        |
| Champion                                                          | Lekhwiya SC (5e titre) |
| Coupes et trophées                                                |                        |
| Vainqueur de la Coupe du Qatar 2016-2017                          | Al Sadd SC             |
| Qualifications continentales                                      |                        |
| Ligue des champions de l'AFC 2018                                 | Lekhwiya SC            |
| Ligue des champions de l'AFC 2018                                 | Al Sadd SC             |
| Ligue des champions de l'AFC 2018 (tour préliminaire)             | El Jaish SC            |
| Ligue des champions de l'AFC 2018 (tour préliminaire)             | Al Rayyan SC           |
| Coupe du golfe des clubs champions 2017                           | Al-Gharafa SC          |
| Promotions et relégations                                         |                        |
| Promus en Qatar Stars League                                      | Muaither SC            |
| Promus en Qatar Stars League                                      | Al-Shahania SC         |
| Relégués en Championnat du Qatar de football de deuxième division | Al-Shahania SC         |
| Relégués en Championnat du Qatar de football de deuxième division | Muaither SC            |
| Relégués en Championnat du Qatar de football de deuxième division | Al-Wakrah SC           |